# NGC 5958
NGC 5958 је спирална галаксија у сазвежђу Северна круна која се налази на NGC листи објеката дубоког неба.
Деклинација објекта је + 28° 39' 19" а ректасцензија 15h 34m 49,1s. Привидна величина (магнитуда) објекта NGC 5958 износи 12,7 а фотографска магнитуда 13,4. NGC 5958 је још познат и под ознакама UGC 9909, MCG 5-37-3, CGCG 166-9, IRAS 15327+2849, PGC 55494.